# Effet Sokolov-Ternov
L'effet Sokolov-Ternov est une auto-polarisation d'électrons ou de positrons relativistes énergétiques se déplaçant dans un champ magnétique. L'auto-polarisation survient lors de l'émission d'un rayonnement synchrotron spin-flip. L'effet a été prédit par Igor Ternov (en) et rigoureusement démontré par Arsenij Sokolov (en) grâce à des solutions exactes de l'équation de Dirac,

## Théorie
Un électron dans un champ magnétique peut avoir son spin orienté vers le « haut » ou vers le « bas » en regard de la direction du champ magnétique (qui est par hypothèse orienté vers le « haut »). Le spin vers le « bas» est dans un état de plus grande énergie que l'état vers le « haut». Le rayonnement synchrotron modifie l'état du spin des électrons. La probabilité du passage vers un état « bas » est légèrement plus élevée que celle vers le « haut ». Lorsqu'un faisceau d'électrons non polarisés circule suffisamment longtemps dans un anneau de stockage, le spin de la plupart des électrons sera orienté dans une direction opposée à celle du champ magnétique. La saturation en fonction du temps, incomplète, est donnée par l'équation :
où {\displaystyle A=8{\sqrt {3}}/15\approx 0.924} est la limite de polarisation et {\displaystyle \tau } est le temps de relaxation :
Ici, {\displaystyle A} est comme avant, {\displaystyle \hbar } est la constante de Planck réduite, {\displaystyle m} et {\displaystyle e} sont la masse et la charge de l'électron, {\displaystyle c} est la vitesse de la lumière, {\displaystyle E} est l'énergie de l'électron, {\displaystyle H_{0}\approx 4.41\times 10^{13}\times G} ({\displaystyle G} est le champ de Schwinger) et {\displaystyle H} est le champ magnétique.
La limite de polarisation {\displaystyle A} est moindre que 1 à cause de l'existence d'un échange d'énergie du spin au niveau de l'orbitale atomique qui permet les transitions vers l'état « haut ». Le temps de relaxation est de l'ordre de l'heure. La production d'un faisceau très polarisé demande donc un long temps d'exposition dans un anneau de stockage.
L'auto-polarisation pour les positrons est semblable, à l'exception qu'ils tendront à avoir un spin orienté parallèlement à la direction du champ magnétique.
Cet effet semble avoir un lien avec l'effet Unruh, qui n'a jamais pu être observé expérimentalement jusqu'à aujourd'hui, en 2012. 

## Observations expérimentales
L'effet Sokolov-Ternov a été observé expérimentalement en URSS, France, Allemagne, États-Unis, Japon et Suisse dans les anneaux de stockage abritant des électrons ayant une énergie dans la plage 1-50 GeV,.
- 1971 : Budker Institute of Nuclear Physics (URSS, première observation), dans l'anneau VEPP-2 (625 MeV)
- 1971 : Orsay (France), dans l'anneau ACO (536 MeV)
- 1975 : Stanford (États-Unis), dans l'anneau SPEAR (2,4 GeV)
- 1980 : DESY (Hambourg, Allemagne), dans l'anneau PETRA (15,2 GeV).